# Hipótesis de quimioafinidad
La hipótesis de quimioafinidad es la proposición de un modelo de señalización molecular para explicar procesos como la formación de circuitos neuronales o de mapas topográficos en el sistema nervioso.
Esta hipótesis se desarrolló a partir del estudio del sistema óptico, pero el sistema de señalización se podría generalizar al desarrollo de todo el sistema nervioso.
A partir de experimentos se propuso que las neuronas siguen unas señales específicas que indican con qué otras neuronas deben conectarse, en vez de ocurrir al azar.

## Historia
Durante el siglo XX se mantuvo vigente el debate sobre cómo una neurona llega a su destino, habiendo dos teorías:
1. J. N. Langley: tenía una visión molecular, en la que diversas sustancias guían al axón.
2. Paul Weiss entre otros, afirmaban que al axón se le indicaba su camino de manera general, que éste se movía aleatoriamente por el cuerpo y que sólo las conexiones adecuadas sobrevivían, que eran las únicas que lograban acompasar sus patrones eléctricos.

Fue un discípulo de Weiss, Roger Sperry, quien realizó un experimento que decantó la balanza por la teoría molecular. Para entender su experimento hay que repasar la parte del sistema nervioso encargado del sentido de la vista.

### Vía óptica
El nervio óptico forma un mapa del mundo que capta a través del ojo en su diana, en este caso, el cuerpo geniculado externo (en el tálamo) y el techo óptico o tubérculo cuadrigémino superior. Los axones retinianos procedentes de la parte anterior de la retina se proyectan en la parte posterior del techo, y viceversa; mientras que los axones de la derecha de la retina van a la zona izquierda del techo óptico, y viceversa.
En el caso de los vertebrados inferiores,[¿cuál?] si se corta el nervio óptico, el animal queda ciego, pero al cabo del tiempo el nervio vuelve a restaurarse y recupera la visión (esto no se da en mamíferos). Pues el experimento de Sperry consistió en cortarle los nervios a la rana y girarle los ojos 180° dentro de las órbitas. Cuando los nervios se regeneraron, la rana mostraba un comportamiento ordenado pero mal adaptado: si había un insecto sobre su cabeza, intentaba cazarlo lanzando su lengua hacia abajo, y a la inversa. Más tarde el científico comprobó que los axones se habían conectado a sus zonas cerebrales correspondientes, pero que esto era lo que hacía que la información recibida fuera errónea.
De esto Sperry concluyó que el reconocimiento axón-objetivo tiene un fundamento químico, y no se produce al azar.

### Hipótesis de la quimioafinidad
Fue propuesta por Roger Sperry en 1960. 
- Cada célula tectal (células relacionadas con la actividad visual) porta un rótulo de identificación singular
- Las terminaciones en crecimiento de las células ganglionares de la retina tienen rótulos complementarios, de modo que buscan una localización específica en el tectum. Estos rótulos “químicos” son moléculas de reconocimiento y la afinidad que engendran es una fijación selectiva de moléculas sobre el cono de crecimiento a las moléculas correspondientes sobre las células tectales.
- El marcado de cada localización tectal por una molécula de reconocimiento diferente es insostenible, pero no lo es crear gradientes de moléculas a los que responderán los axones en crecimiento.
- Las interacciones positivas probablemente se deben a un aumento de la adhesión de los conos de crecimiento al sustrato.
- las interacciones negativas frenan el crecimiento en el cono axónico.